# Emisariusz
Emisariusz (łac. emissarius) – wysłannik polityczny (najczęściej tajny), badający sytuację, jaka ma miejsce na danym obszarze. 
W czasach napoleońskich emisariuszem nazywano wysłannika na pola bitew, który spisywał nazwiska poległych w walce, a następnie informował o śmierci rodzinę lub bliskich zmarłego.
W okresie rozbiorów emisariuszami nazywano tajnych wysłanników różnych ugrupowań i frakcji politycznych, szczególnie emigracyjnych, prowadzących działalność polityczną na terenie Polski, zwłaszcza przygotowujących opór zbrojny.
Współcześnie, od czasów II wojny światowej, określenia „emisariusz” używa się zamiennie z wyrażeniem „tajny kurier” (tj. osoba przemycająca informacje, dokumenty, zdjęcia). Najbardziej znanym polskim emisariuszem był Jan Nowak-Jeziorański, zwany Kurierem z Warszawy – żołnierz Armii Krajowej i cichociemny.

## Inne znaczenia
- Emisariusz – tytuł polskiego filmu z 1998 roku o Tadeuszu Chciuku-Celcie, cichociemnym i kurierze ZWZ[2].